# Adelobasileus cromptoni
Adelobasileus cromptoni ist eine ausgestorbene Tierart, die als das älteste bekannte Säugetier, beziehungsweise säugerartige Tier (Mammaliaformes), diskutiert wird.
Bislang ist von dieser Art nur ein rund 1,5 Zentimeter langes, beschädigtes Fragment des Hinterkopfes bekannt. Das Alter des im US-Bundesstaat Texas gefundenen Fossils wird auf rund 225 Millionen Jahre datiert und ist somit 10 Millionen Jahre älter als die bislang bekannten Fossilien Säugetierartiger. Details des Schuppenbeins (Squamosum) und des Promontoriums lassen ein Übergangsstadium zwischen frühen Cynodontia und späteren Säugetieren erkennen. Es sind jedoch keine Kiefer- oder Zahnfossilien vorhanden, die nähere Rückschlüsse auf den taxonomischen Status der Art ermöglichen könnten.
Die Frage, ob es sich bei Adelobasileus cromptoni tatsächlich um ein Säugetier handelt, wird sich daher erst mit der Entdeckung weiterer Fossilien dieses Tieres klären lassen.
Von den Problemen, die bei der Einordnung des etwas jüngeren, mit mehreren Funden belegten Sinoconodon diskutiert werden, ist der Wissensstand zu diesem Hinterhaupfragment also weit entfernt.